# Comuna de Strandzha
A Comuna de Strandzha, também conhecida como República de Strandzha, foi um movimento anarquista que ocorreu durante a Revolta de Ilinden-Preobrazhenie em 1903, quando rebeldes da Organização Revolucionária Interna da Macedônia da região de Strandzha proclamaram uma república de curta existência.

## História
Em 1903 o anarquista Mihail Gerdzhikov tornou-se comandante da guerrilha perpetrada pelo braço armado da Organização Revolucionária Interna da Macedônia na Trácia, o Corpo de Combate Mortal, que ajudou a forjar uma revolta contra os otomanos no vilaiete de Edirne. Na Revolta de Ilinden-Preobrazhenie, as forças de Gerdzhikov contavam com cerca de 2 000 homens, contra uma guarnição turca de 10 000 tropas bem armadas. Mesmo assim, ele conseguiu estabelecer uma zona libertada nas montanhas Strandzha, com capital em Carevo. Esta bem-sucedida insurreição em massa apoiada por operações de milícia permitiu que uma grande parte do leste da Trácia fosse tomada pelos rebeldes. Um novo sistema comunitário foi criado e todas as questões importantes eram resolvidas num espírito de acordo mútuo entre búlgaros e gregos. O governo turco-otomano, surpreendido pela revolta, tomou medidas drásticas para suprimi-la.